# Royal Rumble
Royal Rumble là một chương trình đấu vật truyền hình trả tiền được tổ chức hằng năm vào tháng 1 của World Wrestling Entertainment. Trận đấu chính của chương trình này là một trận đấu đặc biệt, gọi là trận Royal Rumble. Royal Rumble được coi là một trong 4 chương trình truyền hình trả tiền lớn nhất và được tổ chức đầu tiên của WWE (cùng với WrestleMania, SummerSlam và Survivor Series).
Trận đấu Royal Rumble thường được coi là trận đấu chính của sự kiện thường niên. Có một số trường hợp ngoại lệ, chẳng hạn như các sự kiện năm 1988, 1996, 1997, 1998, 2006 và 2013. Trong hầu hết các trường hợp này, sự kiện chính là một trận tranh chức vô địch thế giới. Mặc dù ban đầu chỉ dành cho nam giới, phiên bản dành cho nữ của trận đấu Royal Rumble đã được tổ chức như một sự kiện chính tại sự kiện năm 2018, đây cũng là sự kiện đầu tiên có hai trận đấu Rumble. Hiện tại, tiêu chuẩn của sự kiện là bao gồm cả trận đấu Rumble của nam và nữ.

## Trận đấu Royal Rumble
Sự kiện Royal Rumble đầu tiên được tổ chức vào ngày 24 tháng 1 năm 1988 ở Hamilton, Ontario. Jim Duggan là người thắng, và trận đấu Rumble đầu tiên được tổ chức một năm sau. Pat Patterson là người nghĩ ra trận đấu này.

### Luật lệ
Trận Royal Rumble gồm có 30 đô vật; bắt đầu với 2 đô vật đầu tiên trên võ đài, và cứ khoảng 2 phút thì sẽ có một đô vật khác trong 28 đô vật còn lại đi ra (điều đó có nghĩa là trận đấu sẽ được tổ chức trong 1 tiếng đồng hồ). Các đô vật phải loại bỏ tất cả các đối thủ khác, và người thắng là người mà cuối cùng còn lại trên võ đài sau khi toàn bộ các đô vật khác đã bị loại hết. Các trọng tài sẽ đứng bên các góc võ đài và xác nhận các đô vật bị loại.
Một đô vật bị loại khi bị đối thủ ném qua sợi dây trên cùng của võ đài và cả hai chân chạm xuống đất(tuy vậy điều này trước đó không có trong luật cho đến khi 1995 Royal Rumble, điều kiện cả hai chân chạm đất bắt đầu đóng vai trò quyết định trong việc xác định một đô vật bị loại). Đô vật bị ném ra ngoài xuyên qua sợi dây thứ 2 và thứ ba của võ đài thì vẫn chưa bị loại vì đó là loại không hợp lệ. Trọng tài phải chứng kiến các lần loại để chắc chắn nó hợp lệ 
(tại 2000, X-Pac đã bị loại bởi The Rock, nhưng lúc đó không có trọng tài nào nhìn thấy điều đó nên sau đó, X-Pac đã lên lại võ đài và tiếp tục thi đấu cho đến khi anh ta chính thức bị loại bởi Big Show.
Đô vật còn có thể bị loại khi anh ta bị một đô vật khác không tham gia trận đấu ném ra khỏi võ đài hoặc bị đô vật khác đã bị loại ném ra, hoặc chính anh ta tự nhảy ra khỏi võ đài. Nói cách khác, khi mộ đô vật văng ra sợi dây võ đài, không cần biết như thế nào, đô vật đó đã bị loại. Tuy vậy luật này cũng chưa được áp dụng cho tới 1992 khi Randy Savage đã tự loại mình khi nhảy ra khỏi võ đài để tấn công Jake Roberts. Sau đó người dẫn đã thông báo rằng nh ta chưa bị ai ném ra khỏi võ đài nên trọng tài để cho anh ta trở lại thi đấu. Những đô vật khác trên thực tế có thể bị loại vì bị một đô vật khác không cho đi lên võ đài thi đấu (ví dụ như trường hợp của Spike Dudley ở 2004 và Scotty 2 Hotty ở 2005).

### Phần thưởng dành cho người thắng cuộc
Phần thưởng dành cho người thắng Royal Rumble 1992 là chức vô địch WWE Championship. Ric Flair là người thắng cuộc năm đó, đã loại được Sid Justice cuối cùng.
Đến năm 1993, người thắng cuộc của Royal Rumble sẽ được phép thi đấu lấy đai WWE Championship tại WrestleMania. Yokozuna đã thắng trận Rumble năm đó, thách thức và đánh bại Bret "Hitman" Hart để lấy đai WWF Championship tại at WrestleMania IX.
Với sự bắt đầu phân chia các chương trình của WWE và tách biệt các chức vô địch cho từng chương trình vào năm 2002, người thắng Royal Rumble có thể lựa chọn tranh đai World Heavyweight Championship hoặc tranh đai WWE Championship,thêm vào phần thưởng cho Royal Rumble năm 2003. Do có sự phục hồi đai ECW World Championship vào giữa năm 2006 như là chức vô địch của chương trình ECW mới được phục hồi, Royal Rumble 2007 đã thêm trận tranh đai này vào trong sự lựa chọn của người thắng cuộc.
Mở rộng các chương trình
Với sự mở rộng các chương trình vào giữa năm 2002, từ năm 2003-2006, 30 đô vật tham gia Royal Rumble bao gồm 15 đô vật của RAW và 15 đô vật của SmackDown!, biến nó thành một chương trình pay-per-view hiếm hoi bao gồm cả hai chương trình của WWE. Sau đó vào năm 2007, ECW lần đầu tiên có các đô vật tham gia Royal Rumble cùng với RAW và SmackDown!. Khác với những năm trước khi các chương trình được chia đôi số đô vật tham dự Royal Rumble, năm Rumble năm 2007 bao gồm 13 đô vật của RAW, 10 đô vật của SmackDown! và 7 đô vật của ECW. Bây giờ, người thắng Royal Rumble còn có thêm lựa chọn thách đấu tranh đai ECW World Championship.
Tại kì Royal Rumble lần thứ 30, Quản lý của RAW - Stephany McMahon đã làm nên lịch sử khi lần đầu tiên tổ chức 1 trận Royal Rumble dành cho nữ để tranh chiếc đai Raw hoặc Smackdown Women's champion tại Wrestle Mania 34

## Ngày và địa điểm tổ chức sự kiện Royal Rumble
| Sự kiện                      | Ngày      | Thành phố                  | Địa điểm                          | Người chiến thắng       | Thứ tự |
| ---------------------------- | --------- | -------------------------- | --------------------------------- | ----------------------- | ------ |
| Royal Rumble (1988)          | 24/1/1988 | Hamilton, Ontario          | Đấu trường Copps                  | Jim Duggan              | 13     |
| Royal Rumble (1989)          | 15/1/1989 | Houston, Texas             | The Summit                        | Big John Studd          | 27     |
| Royal Rumble (1990)          | 21/1/1990 | Orlando, Florida           | Orlando Arena                     | Hulk Hogan              | 25     |
| Royal Rumble (1991)          | 19/1/1991 | Miami, Florida             | Miami Arena                       | Hulk Hogan              | 24     |
| Royal Rumble (1992)          | 19/1/1992 | Albany, New York           | Knickerbocker Arena               | Ric Flair               | 3      |
| Royal Rumble (1993)          | 24/1/1993 | Sacramento, California     | ARCO Arena                        | Yokozuna                | 27     |
| Royal Rumble (1994)          | 22/1/1994 | Providence, Rhode Island   | Providence Civic Center           | Bret Hart               | 23     |
| Royal Rumble (1994)          | 22/1/1994 | Providence, Rhode Island   | Providence Civic Center           | Lex Luger               | 27     |
| Royal Rumble (1995)          | 22/1/1995 | Tampa, Florida             | USF Sun Dome                      | Shawn Michaels          | 1      |
| Royal Rumble (1996)          | 21/1/1996 | Fresno, California         | Selland Arena                     | Shawn Michaels          | 18     |
| Royal Rumble (1997)          | 19/1/1997 | San Antonio, Texas         | Alamodome                         | Stone Cold Steve Austin | 5      |
| Royal Rumble (1998)          | 18/1/1998 | San Jose, California       | San Jose Arena                    | Stone Cold Steve Austin | 24     |
| Royal Rumble (1999)          | 24/1/1999 | Anaheim, California        | Arrowhead Pond                    | Mr.McMahon              | 2      |
| Royal Rumble (2000)          | 23/1/2000 | New York, New York         | Madison Square Garden             | The Rock                | 24     |
| Royal Rumble (2001)          | 21/1/2001 | New Orleans, Louisiana     | New Orleans Arena                 | Stone Cold Steve Austin | 27     |
| Royal Rumble (2002)          | 20/1/2002 | Atlanta, Georgia           | Philips Arena                     | Triple H                | 22     |
| Royal Rumble (2003)          | 19/1/2003 | Boston, Massachusetts      | Fleet Center                      | Brock Lesnar            | 29     |
| Royal Rumble (2004)          | 25/1/2004 | Philadelphia, Pennsylvania | Wachovia Center                   | Chris Benoit            | 1      |
| Royal Rumble (2005)          | 30/1/2005 | Fresno, California         | Save Mart Center                  | Batista                 | 28     |
| Royal Rumble (2006)          | 29/1/2006 | Miami, Florida             | AmericanAirlines Arena            | Rey Mysterio            | 2      |
| Royal Rumble (2007)          | 28/1/2007 | San Antonio, Texas         | AT&T Center                       | The Undertaker          | 30     |
| Royal Rumble (2008)          | 27/1/2008 | New York, New York         | Madison Square Garden             | John Cena               | 30     |
| Royal Rumble (2009)          | 25/1/2009 | Detroit, Michigan          | Joe Louis Arena                   | Randy Orton             | 8      |
| Royal Rumble (2010)          | 31/1/2010 | Atlanta, Georgia           | Phillips Arena                    | Edge                    | 29     |
| Royal Rumble (2011)          | 30/1/2011 | Boston, Massachusetts      | TD Garden                         | Alberto Del Rio         | 38     |
| Royal Rumble (2012)          | 29/1/2012 | St. Louis, Missouri        | Scottrade Center                  | Sheamus                 | 22     |
| Royal Rumble (2013)          | 27/1/2013 | Phoenix, Arizona           | US Airways Center                 | John Cena               | 19     |
| Royal Rumble (2014)          | 26/1/2014 | Pittsburgh, Pennsylvania   | Consol Energy Center              | Batista                 | 28     |
| Royal Rumble (2015)          | 25/1/2015 | Philadelphia, Pennsylvania | Wells Fargo Center                | Roman Reigns            | 19     |
| Royal Rumble (2016)          | 24/1/2016 | Orlando, Florida           | Amway Center                      | Triple H                | 30     |
| Royal Rumble (2017)          | 29/1/2017 | San Antonio, Texas         | Alamodome                         | Randy Orton             | 23     |
| Royal Rumble (2018)          | 28/1/2018 | Philadelphia, Pennsylvania | Wells Fargo Center                | Shinsuke Nakamura       | 14     |
| Royal Rumble (2018)          | 28/1/2018 | Philadelphia, Pennsylvania | Wells Fargo Center                | Asuka                   | 25     |
| Greatest Royal Rumble (2018) | 27/4/2018 | Jeddah, Saudi Arabia       | King Abdullah Sports City         | Braun Strowman          | 41     |
| Royal Rumble (2019)          | 27/1/2019 | Phoenix, Arizona           | Chase Field                       | Seth Rollins            | 10     |
| Royal Rumble (2019)          | 27/1/2019 | Phoenix, Arizona           | Chase Field                       | Becky Lynch             | 28     |
| Royal Rumble (2020)          | 26/1/2020 | Houston, Texas             | Minute Maid Park                  | Drew McIntyre           | 16     |
| Royal Rumble (2020)          | 26/1/2020 | Houston, Texas             | Minute Maid Park                  | Charlotte Flair         | 17     |
| Royal Rumble (2021)          | 31/1/2021 | St. Petersburg, Florida    | WWE ThunderDome ở Tropicana Field | Edge                    | 1      |
| Royal Rumble (2021)          | 31/1/2021 | St. Petersburg, Florida    | WWE ThunderDome ở Tropicana Field | Bianca Belair           | 3      |
| Royal Rumble (2022)          | 29/1/2022 | St. Louis, Missouri        | The Dome tại Trung tâm America    | Brock Lesnar            | 30     |
| Royal Rumble (2022)          | 29/1/2022 | St. Louis, Missouri        | The Dome tại Trung tâm America    | Ronda Rousey            | 28     |
| Royal Rumble (2023)          | 28/1/2023 | San Antonio, Texas         | Alamodome                         | Cody Rhodes             | 30     |
| Royal Rumble (2023)          | 28/1/2023 | San Antonio, Texas         | Alamodome                         | Rhea Ripley             | 1      |
| Royal Rumble (2024)          | 27/1/2024 | St. Petersburg, Florida    | Tropicana Field                   | Cody Rhodes             | 15     |
| Royal Rumble (2024)          | 27/1/2024 | St. Petersburg, Florida    | Tropicana Field                   | Bayley                  | 3      |
| Royal Rumble (2025)          | 1/2/2025  | Indianapolis, Indiana      | Sân vận động Lucas Oil            | Jey Uso                 | 20     |
| Royal Rumble (2025)          | 1/2/2025  | Indianapolis, Indiana      | Sân vận động Lucas Oil            | TBD                     | TBD    |
| Royal Rumble (2026)          | 1/2026    | Riyadh, Saudi Arabia       |                                   | TBD                     | TBD    |
| Royal Rumble (2026)          | 1/2026    | Riyadh, Saudi Arabia       | TBD                               | TBD                     |        |

## Kỉ lục và các thông số
- Trong 10 người thắng Royal Rumble gần đây nhất, có 6 người (2 nam, 4 nữ) sau đó đều đã giành WWE Championship (Drew McIntyre - 2020), WWE Universal Championship (Seth Rollins - 2019), Raw Women's Championship (Becky Lynch - 2019), SmackDown Women's Championship (Becky Lynch - 2019, Bianca Belair - 2021, Rhea Ripley - 2023) và NXT Women's Championship (Charlotte Flair - 2020) tại WrestleMania. Ngoài ra, trong 10 người đó có 2 người tham gia trận tranh đai tại sự kiện chính WrestleMania với thể thức đấu tay ba (Triple Threat Match) là Becky Lynch (2019 - Triple Threat Winner Take All Match vs. SmackDown Women's Champion Charlotte Flair vs. Raw Women's Champion Ronda Rousey) và Edge (2021 - Triple Threat Match for WWE Universal Championship vs. Daniel Bryan vs. WWE Universal Champion Roman Reigns).
- Rey Mysterio là đô vật chiến thắng có thời gian trụ lại trên võ đài lâu nhất tại kì Royal Rumble năm 2006 khi anh đã thắng chung cuộc với thời gian đứng trên võ đài là 1:02:12. Trong khi đó, thành tích trụ lại trên võ đài lâu nhất lịch sử Royal Rumble đã thuộc về Daniel Bryan tại Greatest Royal Rumble 2018 với thời gian 1:16:05. Ngay sau đó là GUNTHER tại Royal Rumble 2023 với 1:11:40 (theo WWE.com). Ngược lại, Santino Marella lại giữ kỉ lục có thời gian ngắn nhất tại Royal Rumble vào năm 2009 sau khi anh bị loại chỉ sau khi lên võ đài được 0:01 giây bởi Kane. The Warlord (1989), Sheamus (2018) và No Way Jose (2019) lại trở thành những người bị loại nhanh thứ 2 vào 0:02 giây.
- Nhắc về thời gian, Edge từng giữ kỷ lục vô địch Royal Rumble nhanh nhất khi anh chỉ cần mất 07:37 để kết thúc trận đấu (kỳ 2010). Mãi cho tới 12 năm sau, vào kỳ Royal Rumble 2022, Brock Lesnar đã phá sâu kỷ lục của Edge khi anh chỉ cần 02:32 để kết thúc trận đấu. Đáng nói hơn, Brock vừa mới mất đai WWE Championship trước đó trước Bobby Lashley.
- Vào năm 1998, Mick Foley lập kỉ lục tham gia Royal Rumble với nhiều bề ngoài nhất khi ông tham gia với tư cách là Cactus Jack, Mankind và Dude Love.
- Stone Cold Steve Austin giành thắng lợi nhiều nhất tại các kì Royal Rumble sau khi giành thắng lợi tại Royal Rumble các năm 1997,1998 và 2001.
- Kane lập kỉ lục loại được nhiều người nhất tại tất cả các kì Royal Rumble đã loại được 46 người trong 20 kì (kể cả nhân vật Issac Yankem), tiếp theo là The Undertaker với 40 người trong 11 kì. Kế tiếp là Shawn Michaels với 39 người trong 12 kì (tính những người bị loại được trọng tài ghi nhận), Stone Cold Steve Austin với 36 người trong 6 kì. Đô vật còn thi đấu loại được nhiều người nhất qua các kỳ Royal Rumble là Braun Strowman với 34 người trong 7 kì.
- Kỉ lục về loại ít người nhất của một người thắng Royal Rumble cùng thuộc về Vince McMahon (1999) và Randy Orton (2017) sau khi cả hai chỉ loại 1 người duy nhất.
- Shawn Michaels (1995), Chris Benoit (2004), Egde (2021) và Rhea Ripley (2023) đều từng thắng Royal Rumble với vị trí xuất phát thứ nhất, và cả Rey Mysterio và Vince McMahon đều thắng Royal Rumble với vị trí #2, vị trí mà về mặt lý thuyết khó nhất để một người thắng Royal Rumble (2 vị trí đầu tiên lên võ đài cùng một thời gian).
- Vị trí #30 đem lại chiến thắng cho nhiều đô vật nhất hơn tất cả các vị trí khác, bao gồm 5 đô vật: The Undertaker vào năm 2007, John Cena vào năm 2008, Triple H vào năm 2016 và Brock Lesnar vào năm 2022 và Cody Rhodes vào năm 2023. Vị trí #1, #27 và #28 đứng ngay sau với cùng 4 đô vật. Theo đó, các đô vật chiến thắng với vị trí #1 bao gồm: Shawn Micheals (1995), Chris Benoit (2004), Edge (2021) và Rhea Ripley (2023). Các đô vật chiến thắng với vị trí #27 bao gồm: Big John Studd (1989), Yokozuna (1993), Lex Luger (1994) và Steve Austin (2001). Và với vị trí #28: Batista (2005, 2014), Becky Lynch (2019), Ronda Rousey (2022)
- Chris Jericho hiện có thời gian ở các kì Royal Rumble nhiều nhất với thời gian tổng cộng là 4:59:33, tiếp đó là Randy Orton với 4:34:08.
- Kane hiện giữ kỉ lục tham gia Royal Rumble liên tiếp nhiều nhất với 16 lần liên tục xuất hiện cho dù tính cả hai lần anh tham gia với tư cách là nhân vật khác.
- Trước năm 2018, Roman Reigns là người giữ kỉ lục với số lần loại nhiều nhất trong một kì Royal Rumble vào năm 2014 với 12 lần loại. Tuy vậy, Braun Strowman đã phá kỷ lục này của Roman với việc loại 13 người tại Greatest Royal Rumble 2018. Braun cũng chính là người chiến thắng Royal Rumble loại được nhiều người nhất lịch sử các kỳ Royal Rumble. Nhưng chỉ sau đó 2 năm, Brock Lesnar đã san bằng kỷ lục của Braun, thậm chí 13 đô vật mà The Beast loại trong đêm mang số thứ tự từ 2-14 (nghĩa là chuỗi loại liên tiếp của Brock là 13, có vẻ đây là một kỷ lục). 13 nạn nhân này gần như không ai trụ lại nổi quá 2 phút, trừ Rey Mysterio trụ lại gần 3 phút.
- Cũng tại Royal Rumble 2020, Brock Lesnar trở thành nhà vô địch WWE (WWE Championship) tiếp theo xuất phát ở vị trí #1, nhưng ngược về quá khứ tại Royal Rumble 2016, Roman Reigns trở thành nhà vô địch WWE đầu tiên ra mắt với vị trí #1 phải bảo vệ chức vô địch hạng nặng thế giới WWE (WWE World Heavyweight Championship).
- Viscera giữ kỉ lục bị nhiều đô vật loại nhất tại 1 kì Royal Rumble với việc bị 8 đô vật khác nhau trực tiếp nâng anh ném ra võ đài vào Royal Rumble 2007. Ở mảng nữ, Nia Jax đã đi vào lịch sử khi bị 6 người loại khỏi trận.
- Chyna là đô vật nữ đầu tiên từng tham gia 1 trận Royal Rumble. Cô tham gia kì Royal Rumble 1999 với vị trí thứ 30 và đã điều khiển việc loại Mark Henry, dù cô chỉ đứng được 35 giây thì bị loại. Cô còn tham gia vào kì Royal Rumble 2000. Sau đó, tại Royal Rumble 2010, có 1 đô vật nữ nữa tham dự trận Royal Rumble, đó là Beth Phoenix, cô cũng đã bị loại bởi CM Punk, nhưng trước đó cô đã xuất sắc loại được đô vật nặng ký The Great Khali. Năm 2012 cũng có sự xuất hiện của nữ đô vật Kharma. Cho dù một trận đấu Royal Rumble dành cho các đô vật nữ đã được bắt đầu từ năm 2018, vào năm 2019 Nia Jax bất ngờ tấn công R-Truth (vị trí #30 có được sau khi cùng Carmella chiến thắng giải Mixed Match Challenge mùa 2) và cướp vị trí của anh để tham gia trận đấu Royal Rumble nam năm đó.
- Nếu Chyna tham gia 2 trận Royal Rumble liên tiếp thì Nia Jax trở thành nữ đô vật đầu tiên tham gia 2 trận Royal Rumble liên tiếp... trong cùng một đêm (kỳ 2019). Sau khi bị loại khỏi trận Royal Rumble bởi nhà vô địch trận nữ - Becky Lynch (fun fact: sau khi bị loại, Nia đã đẩy Becky Lynch xuống nền đất khi The Man đang bước lên đối đầu đối thủ Charlotte Flair. Becky sau đó bị chấn thương ngay và suýt chút nữa Becky bị xử thua), có vẻ quá cay cú nên Nia đã tẩn R-Truth (vị trí #30) khi nam đô vật vừa mới bước ra rồi cướp luôn vị trí #30 của R-Truth. Tiếc thay là sau khi một mình thị uy năng lực trước Rey Mysterio, Randy Orton, Dolph Ziggler, ..., Nia đã bị các đồng nghiệp tấn công lại và bị loại ra khỏi sàn.
- Kì Royal Rumble năm 2011 là lần đầu tiên được tổ chức với 40 người tham gia trong trận Royal Rumble, các năm trước và sau chỉ có 30 người. 7 năm sau tại Ả Rập Xê Út, trận Royal Rumble (đúng hơn là Greatest Royal Rumble) đã trở thành trận Royal Rumble đầu tiên có 50 người tham gia. Năm 2018 cũng trở thành năm duy nhất có 3 trận Royal Rumble - một trận nam, một trận nữ lần đầu tiên tổ chức trong lịch sử và một trận 50 người lần đầu tổ chức ở một nước châu Á.